# Macrobiotus beotiae
Macrobiotus beotiae är en djurart som tillhör fylumet trögkrypare, och som beskrevs av Antonio Durante och Walter Maucci 1979. Macrobiotus beotiae ingår i släktet Macrobiotus och familjen Macrobiotidae. Inga underarter finns listade i Catalogue of Life.